# Hiệp định Phân định Vịnh Bắc Bộ

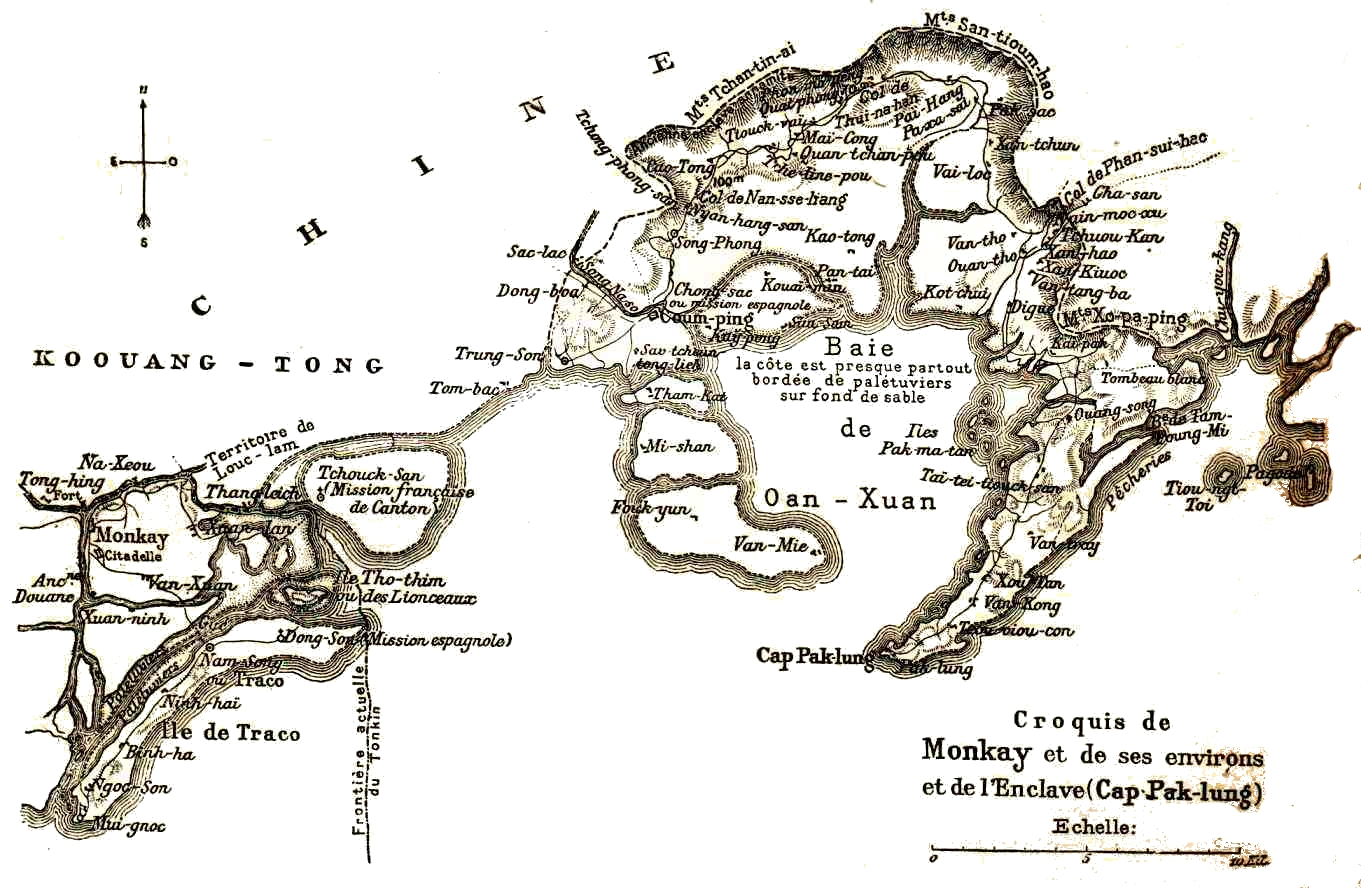
Bản đồ cổ trước Công ước Pháp-Thanh 1887 có mũi Bạch Long (Paklung) thuộc Việt Nam. Khi sông Bắc Luân được lấy làm đường biên giới thì vùng đất Bạch Long phải bỏ

Hiệp định Phân định Vịnh Bắc Bộ là thoả hiệp ký ngày 25 tháng 12 năm 2000 giữa chính phủ nước Cộng hoà Xã hội chủ nghĩa Việt Nam và Cộng hoà Nhân dân Trung Hoa tại Bắc Kinh nhằm xác định biên giới lãnh hải, thềm lục địa và vùng đặc quyền kinh tế trong Vịnh Bắc Bộ. Đây là kết quả sau nhiều đợt đàm phán kể từ năm 1973. Hiệp định này thay thế Công ước Pháp-Thanh 1887.

## Bối cảnh lịch sử
Việc phân định biên giới vùng Vịnh Bắc Bộ từ cuối thế kỷ 19 đã chiếu theo Công ước Pháp-Thanh 1887 ký kết giữa Pháp, nhân danh triều đình nhà Nguyễn ở Bắc Kỳ và nhà Thanh. Mục đích chính là phân định phần địa giới. Công ước đó đúng ra không ấn định lãnh hải mà chỉ đặt ra đường cơ sở (đường kinh tuyến đông 105 độ 43 phút Paris) để quyết định quyền sở hữu các hải đảo ngoài biển. Tuy nhiên chính phủ Việt Nam coi đường cơ sở đó tương đương với đường biên giới lãnh hải. Quan điểm này chính quyền Bắc Kinh phản bác, không công nhận.
Năm 1974 Việt Nam thúc đẩy việc phân định. Việc điều đình diễn ra trong ba đợt: 1974, 1977-8, 1992-2000; hai đợt đầu gặp bế tắc khi quan hệ Hà Nội - Bắc Kinh ở tình thế xung đột, không giải quyết được. Mãi đến sau khi bình thường hóa bang giao (1991) mới có đồng thuận chung vào năm 1993 để tiến tới Hiệp định.

## Điểm phân định
Hiệp ước có 11 Điều, trong đó Điều II xác định 21 điểm nối tuần tự từ cửa sông Bắc Luân ra đến cửa Vịnh chia Vịnh Bắc Bộ ra làm hai. Cửa Vịnh lấy đường thẳng từ đảo Cồn Cỏ, tỉnh Quảng Trị, Việt Nam đến mũi Oanh Ca, đảo Hải Nam, Trung Hoa.
Điểm số 01: vĩ độ 21°28'12".5 Bắc, kinh độ 108°06'04".3 Đông
21°28′12,5″B 108°06′4,3″Đ / 21,46667°B 108,1°Đ
Điểm số 02: vĩ độ 21°28'01".7 Bắc, kinh độ 108°06'01".6 Đông
21°28′1,7″B 108°06′1,6″Đ / 21,46667°B 108,1°Đ
Điểm số 03: vĩ độ 21°27'50".1 Bắc, kinh độ 108°05'57".7 Đông
21°27′50,1″B 108°05′57,7″Đ / 21,45°B 108,08333°Đ
Điểm số 04: vĩ độ 21°27'39".5 Bắc, kinh độ 108°05'51".5 Đông
21°27′39,5″B 108°05′51,5″Đ / 21,45°B 108,08333°Đ
Điểm số 05: vĩ độ 21°27'28".2 Bắc, kinh độ 108°05'39".9 Đông
21°27′28,2″B 108°05′39,9″Đ / 21,45°B 108,08333°Đ
Điểm số 06: vĩ độ 21°27'23".1 Bắc, kinh độ 108°05'38".8 Đông
21°27′23,1″B 108°05′38,8″Đ / 21,45°B 108,08333°Đ
Điểm số 07: vĩ dộ 21°27'08".2 Bắc, kinh độ 108°05'43".7 Đông
21°27′8,2″B 108°05′43,7″Đ / 21,45°B 108,08333°Đ
Điểm số 08: vĩ độ 21°16'32" Bắc, kinh độ 108°08'05" Đông
21°16′32″B 108°08′5″Đ / 21,27556°B 108,13472°Đ
Điểm số 09: vĩ độ 21°12'35" Bắc, kinh độ 108°12'31" Đông
21°12′35″B 108°12′31″Đ / 21,20972°B 108,20861°Đ
Điểm số 10: vĩ độ 20°24'05" Bắc, kinh độ 108°22'45" Đông
20°24′5″B 108°22′45″Đ / 20,40139°B 108,37917°Đ
Điểm số 11: vĩ độ 19°57'33" Bắc, kinh độ 107°55'47" Đông
19°57′33″B 107°55′47″Đ / 19,95917°B 107,92972°Đ
Điểm số 12: vĩ độ 19°39'33" Bắc, kinh độ 107°31'40" Đông
19°39′33″B 107°31′40″Đ / 19,65917°B 107,52778°Đ
Điểm số 13: vĩ độ 19°25'26" Bắc, kinh độ 107°21'00" Đông
19°25′26″B 107°21′0″Đ / 19,42389°B 107,35°Đ
Điểm số 14: vĩ độ 19°25'26" Bắc, kinh độ 107°12'43" Đông
19°25′26″B 107°12′43″Đ / 19,42389°B 107,21194°Đ
Điểm số 15: vĩ độ 19°16'04" Bắc, kinh độ 107°11'23" Đông
19°16′4″B 107°11′23″Đ / 19,26778°B 107,18972°Đ
Điểm số 16: vĩ độ 19°12'55" Bắc, kinh độ 107°09'34" Đông
19°12′55″B 107°09′34″Đ / 19,21528°B 107,15944°Đ
Điểm số 17: vĩ độ 18°42'52" Bắc, kinh độ 107°09'34" Đông
18°42′52″B 107°09′34″Đ / 18,71444°B 107,15944°Đ
Điểm số 18: vĩ độ 18°13'49" Bắc, kinh độ 107°34'00" Đông
18°13′49″B 107°34′0″Đ / 18,23028°B 107,56667°Đ
Điểm số 19: vĩ độ 18°07'08" Bắc, kinh độ 107°37'34" Đông
18°07′8″B 107°37′34″Đ / 18,11889°B 107,62611°Đ
Điểm số 20: vĩ độ 18°04'13" Bắc, kinh độ 107°39'09" Đông
18°04′13″B 107°39′9″Đ / 18,07028°B 107,6525°Đ
Điểm số 21: vĩ độ 17°47'00" Bắc, kinh độ 107°58'00" Đông
17°47′0″B 107°58′0″Đ / 17,78333°B 107,96667°Đ
Điểm 1 đến 9 phân định lãnh hải; điểm 9 đến 21 chia vùng đặc quyền kinh tế.
Hiệp định được ký bởi đại diện toàn quyền hai nước là Nguyễn Dy Niên (Bộ trưởng Bộ Ngoại giao Việt Nam) và Đường Gia Triền (Bộ trưởng Bộ Ngoại giao Trung Quốc) tại Bắc Kinh vào ngày 25 tháng 12 năm 2000.
Ngày 15 tháng 6 năm 2004, Quốc hội Việt Nam khoá XI thông qua hiệp định và lễ trao đổi văn kiện thư phê chuẩn Hiệp định phân định Vịnh Bắc Bộ diễn ra ngày 30 tháng 6 năm 2004.

## Đồng thuận bổ túc

### Ngư nghiệp
Ngoài việc phân định lãnh hải và vùng đặc quyền kinh tế, chính quyền Bắc Kinh đòi giải quyết vấn đề ngư dân đánh cá trong Vịnh. Kết quả là bản đồng thuận ngư nghiệp (tiếng Anh: Fishery Agreement) đặt ra khu đánh cá chung (Common Fishery Zone) khoảng 30.000 km² trong Vịnh Bắc Bộ. Sự thỏa thuận này có hiệu lực 12 năm lại thêm 3 năm gia hạn.
So sánh hai bản đồng thuận ngư nghiệp Hoa - Nhật ở biển Hoa Đông và Đồng thuân ngư nghiệp Việt - Hoa ở Vịnh Bắc Bộ thì khu đánh cá chung ở Vịnh Bắc Bộ lớn hơn nhiều.

## Dư luận
Tuy Hiệp định được ký từ năm 2000 nhưng mãi đến năm 2004 thì chính phủ Việt Nam mới công bố những toạ độ chính xác. Vì thế trong dư luận có sự bất bình, không tán thành hiệp định vì cho rằng chính phủ Việt Nam đã nhượng bộ cho Trung Quốc quá nhiều.
Trong bài viết "Nhìn lại Hiệp định vịnh Bắc Bộ sau 10 năm", Dương Danh Huy (thành viên Quỹ Nghiên cứu Biển Đông) có phân tích 2 quan điểm hiện nay về hiệp ước này:

### Việt Nam thua thiệt
Quan điểm thứ nhất cho rằng công ước Pháp - Thanh năm 1887 đã phân định toàn bộ vịnh Bắc Bộ bằng kinh tuyến 108°3’, hiệp ước phân định lại ký năm 2000 là sai và gây thiệt hại cho Việt Nam. 
Dương Danh Huy dựa theo 2 chi tiết trong biên bản Công ước Pháp-Thanh 1887:
- Những hòn đảo ở về phía Đông của đường kinh tuyến Paris 105 độ 43 phút kinh độ Đông, có nghĩa là đường thẳng Bắc Nam đi qua đông điểm đảo Trà Cổ và tạo thành đường biên giới cũng được giao cho Trung Hoa
- Các đảo "Go Tho" (đảo Cô Tô) và những đảo khác ở về phía Tây của đường kinh tuyến này thì giao cho Bắc Kỳ

Trong bài viết, Dương Danh Huy phân tích rằng bản đồ đính kèm công ước vẽ ranh giới dọc kinh tuyến 105°43’ Paris, tức là kinh tuyến 108°3’ Greenwich từ cực đông đảo Trà Cổ ra biển và kết thúc cách đảo khoảng 5 hải lý, mới chỉ là phân giới cho một phần rất nhỏ của vịnh Bắc Bộ. Thêm nữa, Luật lãnh hải của Pháp năm 1888 tuyên bố lãnh hải của Pháp chỉ rộng 3 hải lý trong khi năm 1982 UNCLOS ra đời thì mới hình thành khái niệm vùng đặc quyền kinh tế 12 hải lý.
Từ đó Dương Danh Huy đưa kết ra kết luận là kinh tuyến 108°3’ trong công ước 1887 chỉ phân chia đảo và phân chia lãnh hải ven bờ chứ chưa phân định phần lớn Vịnh Bắc Bộ, vì vậy việc phân định (năm 2000) là cần thiết.
Chuyên viên ngoại quốc cũng ghi nhận việc Việt Nam nhượng bộ, nhất là trên phương diện hai đảo Bạch Long Vĩ và đảo Cồn Cỏ. Theo đó thì hai hải đảo này không được coi là có giá trị toàn phần. Bạch Long Vĩ chỉ có giá trị 25% và Cồn Cỏ có giá trị 50% khi đối chiếu với bờ biển đảo Hải Nam. Nếu hai hải đảo này có giá trị 100% thì biên giới vùng biển sẽ lệch hẳn về phía đông, có lợi cho Việt Nam nhưng thiệt hại cho Trung Quốc.
Về mặt ngư nghiệp thì khu đánh cá chung phần lớn nằm trong vùng đặc quyền kinh tế của Việt Nam. Theo ước tính thì mỗi năm khu đánh cá chung có thể cung cấp 600.000 tấn cá nhưng số lượng cá thu hoạch đã vượt một triệu tấn cá, gây nguy cơ làm kiệt quệ nguồn cá.

### Phân chia chính đáng
- Quan điểm thứ hai của Bộ trưởng Bộ Ngoại giao Việt Nam Nguyễn Dy Niên thì cho rằng hiệp định Vịnh Bắc Bộ năm 2000 là công bằng.[7]

Tuy vậy khi phân tích đường trung tuyến trong vịnh do Quỹ Nghiên cứu Biển Đông thực hiện lại cho thấy khi vẽ các đường tròn có tâm là 21 điểm phân định thì bên Việt Nam bị lấn từ 3 cho đến 27 hải lý ở khu vực các đảo Vĩnh Thực, đảo Trần, đảo Thanh Lam, đảo Cô Tô tỉnh Quảng Ninh, đảo Bạch Long Vĩ thuộc Hải Phòng, vùng cửa Ba Lạt, bờ biển Ninh Bình và khu vực nam Hà Tĩnh đối chiếu với bờ tây và bờ nam đảo Hải Nam của Trung Quốc. Do đó, Dương Danh Huy kết luận quan điểm cho rằng hiệp định phân định vịnh Bắc Bộ năm 2000 là công bằng vẫn chưa thuyết phục.